# トリチアペンタレン
トリチアペンタレン（英語: Trithiapentalene）は、硫黄原子を3個含む有機二環式化合物である。
3個の硫黄原子間の結合が、2つの互変異性体による急速な互変異性か、または三中心四電子結合に起因するものなのか文献により異なる。

トリチアペンタレンの共鳴

トリチアペンタレンの反応についてはほとんど研究されていない。ビス(アリル)ニッケルと反応するとジニッケル錯体が生じる。